# Korpiklaani
Korpiklaani is een Finse folk- en folkmetalband, ontstaan uit de band Shaman. De band vermengt traditionele Finse folkmuziek (humppa) met metal, al heeft de band ook enkele akoestische en folknummers zonder metal uitgebracht.

## Etymologie
Korpiklaani is Fins voor clan uit het diepe woud.

## Liedteksten
De liedteksten behandelen mythologische thema's, natuur en feesten. In tegenstelling tot de nummers van Shaman, die in het Noord-Samisch (de taal van de Noord-Samen) werden opgenomen, neemt Korpiklaani afwisselend in het Engels en Fins op.

## Samenstelling

### Huidige bandleden
- Jonne Järvelä (zang en gitaar)
- Matti "Matson" Johansson (drums)
- Tuomas Rounakari (viool)
- Jarkko Aaltonen (basgitaar)
- Kalle "Cane" Savijärvi (gitaar)
- Sami Perttula (accordeon)

### Voormalige bandleden
- Ali Määttä (percussie op albums en Voice of Wilderness)
- Toni Honka Honkanen (gitaar op albums Spirit of the Forest en Voice of Wilderness)
- Arto Tissari (basgitaar op albums Spirit of the Forest en Voice of Wilderness)
- Jaakko Hittavainen Lemmetty (viool jouhikko, tinwhistle op albums van 2003-2011)
- Juho Kauppinen (accordeon op albums van 2005-2013)

## Discografie

### Albums
| Jaar | Titel                 | Opmerkingen |
| ---- | --------------------- | ----------- |
| 2003 | Spirit of the Forest  |             |
| 2005 | Voice of Wilderness   |             |
| 2006 | Tales Along This Road |             |
| 2007 | Tervaskanto           |             |
| 2008 | Korven Kuningas       |             |
| 2009 | Karkelo               |             |
| 2011 | Ukon Wacka            |             |
| 2012 | Manala                |             |
| 2015 | Noïta                 |             |
| 2018 | Kulkija               |             |
| 2021 | Jylhä                 |             |
| 2024 | Rankarumpu            |             |

### Singles (selectie)
| Jaar | Titel                          | Album           | Opmerkingen                                                           |
| ---- | ------------------------------ | --------------- | --------------------------------------------------------------------- |
| 2008 | Keep On Galloping              | Korven Kuningas |                                                                       |
| 2009 | Vodka                          | Karkelo         |                                                                       |
| 2010 | Ukon Wacka                     | Ukon Wacka      |                                                                       |
| 2011 | Metsälle                       | Manala          |                                                                       |
| 2012 | Rauta                          | Manala          |                                                                       |
| 2015 | Lempo                          | Noïta           |                                                                       |
| 2018 | Kotikonnut                     | Kulkija         |                                                                       |
| 2018 | Harmaja                        | Kulkija         |                                                                       |
| 2018 | Henkselipoika                  | Kulkija         |                                                                       |
| 2018 | Aallon Alla                    | Kulkija         |                                                                       |
| 2019 | Beer Beer                      |                 | uitgebracht in meerdere talen, in samenwerking met meerdere artiesten |
| 2019 | Land of a Thousand Drinks      |                 |                                                                       |
| 2020 | Leväluhta                      | Jylhä           |                                                                       |
| 2020 | Sanaton Maa                    | Jylhä           |                                                                       |
| 2021 | Tuuleton                       | Jylhä           |                                                                       |
| 2021 | Ennen                          |                 | Finstalige cover van Got the time van Joe Jackson/Anthrax             |
| 2022 | Interrogativa Cantilena        |                 |                                                                       |
| 2022 | Krystallomantia/Crystallomancy |                 | in het kader van de Russisch-Oekraïense Oorlog                        |
| 2023 | Gotta Go Home                  |                 | cover van Boney M.                                                    |
| 2024 | Saunaan                        | Rankarumpu      |                                                                       |
| 2024 | Aita                           | Rankarumpu      |                                                                       |
| 2024 | Oraakkelit                     | Rankarumpu      |                                                                       |
| 2024 | Rankarumpu                     | Rankarumpu      |                                                                       |
| 2024 | Harhainen höyhen               | Rankarumpu      |                                                                       |
| 2024 | Sauna                          | Rankarumpu      | Engelstalige versie van Saunaan                                       |
| 2024 | No Perkele                     | Rankarumpu      |                                                                       |
| 2025 | Kalmisto                       | Rankarumpu      |                                                                       |
| 2025 | Tapa sen kun kerkeet           | Rankarumpu      |                                                                       |

## Samenwerkingen
Korpiklaani werkt zo nu en dan samen met een andere Finse folkmetalband, Finntroll. Zo verzorgde Järvelä bijvoorbeeld de joik voor het titelnummer van het album Jaktens tid van de band.